# Metaxa
Metaxa (řecky Μεταξά) je řecká pálenka, kterou poprvé připravil Spyros Metaxas v roce 1888. K výrobě Metaxy se používají sluncem vysušené vinné hrozny tří druhů, které se destilují a zrají minimálně tři roky v dubových sudech, počet let je na lahvích označen počtem hvězdiček - existuje varianta se třemi, pěti, sedmi nebo dvanácti hvězdičkami. Po skončení procesu zrání se destilát míchá s archivními ročníky muškátových vín a směsí bylin. Tato směs pak ještě půl roku zraje. Tím se výrobní proces liší od postupů používaných u klasických brandy. Obsah alkoholu se pohybuje kolem 38 %.